# Multi-domain Vertical Alignment
Multi-domain Vertical Alignment (MVA) und Patterned Vertical Alignment (PVA) sind spezielle Ausführungen von Flüssigkristallanzeigen (entsprechende Substrate werden als Panels bezeichnet).

## Aufbau

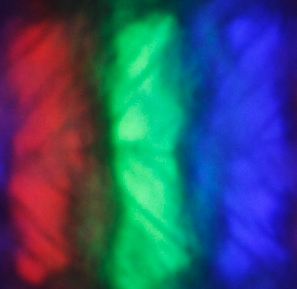
Pixel eines Samsung 244T

Die MVA-Technik wurde 1996 von dem Unternehmen Fujitsu entwickelt.
Bei dieser Technik sind die Flüssigkristallmoleküle im Ruhezustand vertikal zu den Substratoberflächen ausgerichtet, wodurch der Bildschirm zwischen gekreuzten Polarisatoren dunkel erscheint. 
PVA-Technik ist eine Display-Variante von Samsung, die im Wesentlichen der MVA-Technik entspricht.
Bei der MVA- und PVA-Technik bestehen die Zellen jedes Bildpunktes aus mehreren Teilbereichen (Domänen).
MVA- und PVA-Panel haben eine relativ lange Reaktionszeit, was zu „Schlierenbildung“ oder „Auswaschung“ führen kann. Bei neueren Panel-Typen, wie S-PVA (Super-PVA von Samsung – Weiterentwicklung der PVA-Technik) oder P-MVA (Premium-MVA von AU Optronics – Weiterentwicklung der MVA-Technik), konnten diese Probleme deutlich reduziert werden. Bei diesen Varianten bestehen die einzelnen Zellen nicht mehr nur aus vier, sondern aus acht Teilbereichen. Die Reaktionszeit liegt bei etwa 5 ms und ist mit der von TN-Panels vergleichbar. S-PVA- und P-MVA-Panels bieten eine höhere Farbtreue als MVA- oder PVA-Panels, trotzdem niedriger als diejenige von S-IPS-Panels.

## Anwendung
Im Gegensatz zu den TN-Panels, die aufgrund der kürzeren Reaktionszeit von Spielern meist bevorzugt werden, finden Monitore mit MVA- und PVA-Panels vor allem im Profibereich Anwendung.
Typische Anwendungen sind CAD/CAM, DTP und Medizintechnik. MVA-Panels zeichnen sich durch hohen Kontrast (1000:1 bis 5000:1), einen breiten Betrachtungsrichtungsbereich von mindestens 160° bis höchstens 178°, hohe Farbtreue und Farbstabilität aus.